# Свобода (Каліський повіт)
Свобода (пол. Swoboda) — село в Польщі, у гміні Ліскув Каліського повіту Великопольського воєводства.
Населення — 73 особи (2011).
У 1975-1998 роках село належало до Каліського воєводства.

## Демографія
Демографічна структура станом на 31 березня 2011 року:
|          | Загалом | Допрацездатний вік | Працездатний вік | Постпрацездатний вік |
| -------- | ------- | ------------------ | ---------------- | -------------------- |
| Чоловіки | 38      | 8                  | 24               | 6                    |
| Жінки    | 35      | 6                  | 23               | 6                    |
| Разом    | 73      | 14                 | 47               | 12                   |